# 王瑞豐
王瑞豐，中華民國高雄市人，職業外交官。畢業於國立政治大學外交學系學士、外交學系戰略與國際事務碩士在職專班。曾任臺北駐日經濟文化代表處政務組二等秘書、外交部亞東太平洋司日本文教科長、臺北駐日經濟文化代表處行政組副組長、外交部亞東太平洋司副參事回部辦事等職務，現任臺北駐日經濟文化代表處那霸分處總領事銜處長。

## 職業生涯
2018年9月，於該年7月上任的駐大阪辦事處長蘇啟誠因為燕子颱風侵襲日本造成關西國際機場關閉時，對於臺灣旅客滯留機場的處理遭受批評一事讓他感到痛苦，於是在住處上吊輕生。2019年12月，因蘇啟誠輕生案，追查出「卡神」楊蕙如涉嫌操作網軍帶風向。對此，向該案提告的4名國民黨臺北市議員前往東京的駐日本代表處陳情，要求駐日代表謝長廷負起政治責任，為蘇啟誠之死下台道歉，並進入代表處遞交陳情書，由行政組副組長王瑞豐代表接收。